# Kempac
Kempac ili Kompac (mađ. Kömpöc) je selo u jugoistočnoj Mađarskoj.
Zauzima površinu od 30,00 km četvornih.

## Zemljopisni položaj
Nalazi se u regiji Južni Alföld, na 46°28' sjeverne zemljopisne širine i 19°52' istočne zemljopisne dužine.

## Upravna organizacija
Upravno pripada kiškunmajskoj mikroregiji u Bačko-kiškunskoj županiji. Poštanski broj je 6134.

## Stanovništvo
U Kempcu živi 803 stanovnika (2002.).